# Felice Bacci
Felice Bacci (Bagno a Ripoli, 7 aprile 1877 – Firenze, 6 gennaio 1937) è stato un politico italiano.
Di professione colono e di estrazione cattolica fu molto attivo nelle lotte contadine e lavorò assieme a Mario Augusto Martini alla nascita della Federazione Nazionale Mezzadri e Piccoli Affittuari a sostegno delle lotte contadine del dopoguerra. Dopo l'esperienza politica tornò a svolgere il proprio mestiere, tanto da essere definito "il deputato contadino". Riposa nel cimitero di Settignano, alle porte di Firenze. 
A Firenze, nella frazione di Ponte a Ema, una piazza porta il suo nome.

## Citazioni
"Teneva più ai calli delle mani che alle medaglie" Piero Bargellini, discorso a Ponte a Ema in occasione della inaugurazione della Piazza dedicata a Felice Bacci.